# سیارک ۲۱۶۹۱۰
سیارک ۲۱۶۹۱۰ (به انگلیسی: 216910 Vnukov، نامگذاری:2009JM4)۲۱۶۹۱۰مین سیارک کشف شده‌است که در ۱۳ مه ۲۰۰۹ کشف شد.